# Jörg Tauss

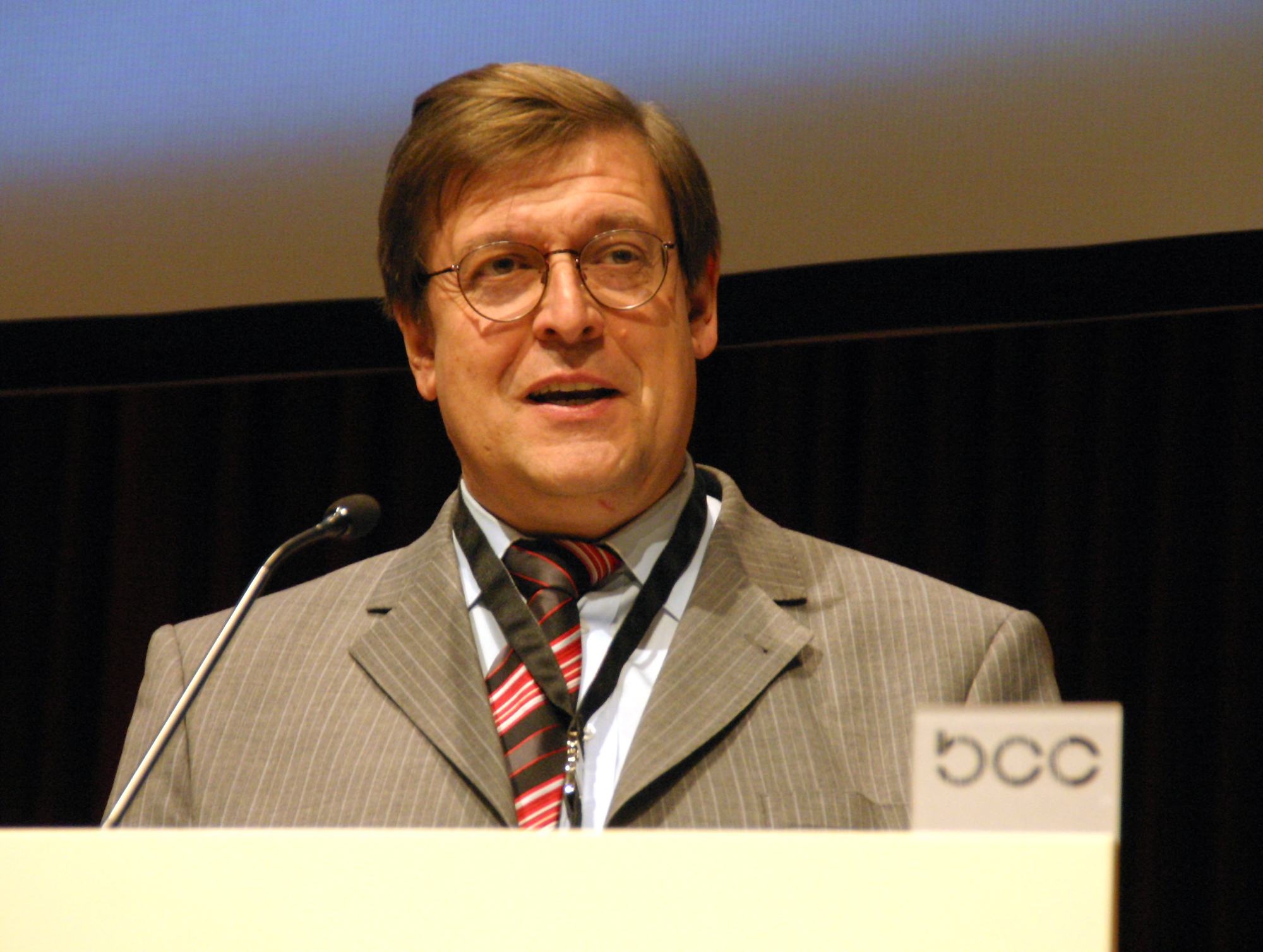
Jörg Tauss.

Jörg Tauss, nacido el 5 de julio de 1953 en Stuttgart, es un político alemán. Fue miembro del Partido Socialdemócrata de Alemania (SPD) y ahora es miembro del Partido Pirata de Alemania (en alemán, Piratenpartei Deutschland) desde el 20 de junio de 2009.
A partir del año 2000 hasta el año 2009, Tauss era el portavoz del grupo de trabajo de Investigación y Educación del SPD en el Bundestag. También sirvió dentro de aquel tiempo como secretario general del partido regional de Baden-Wurtemberg. El 6 de marzo de 2009, su casa y sus diferentes oficinas en Berlín y Karlsruhe fueron examinados por los Landeskriminalämter tanto de Berlín como de Baden-Württemberg en una búsqueda de pornografía infantil que había obtenido según se afirma en su teléfono móvil. Aunque Tauss afirmó que la incursión y la investigación fueron políticamente motivadas, se retiró de todos sus cargos en el gobierno el 7 de marzo, y fue dispensado de su inmunidad parlamentaria durante el mismo día. Los acusadores comenzaron la investigación después de que habían obtenido el acceso a números de teléfono y direcciones que encontraron en el teléfono móvil de un hombre de Bremerhaven. Se sospecha que ese hombre participó en un grupo de pornografía infantil. El 11 de marzo Tauss declaró que había comprado el material solamente para investigaciones relacionadas con su trabajo. Según su investigación, la pornografía infantil se distribuye típicamente por MMS y correo tradicional, de modo que el bloqueo de sitios Web no es eficiente.

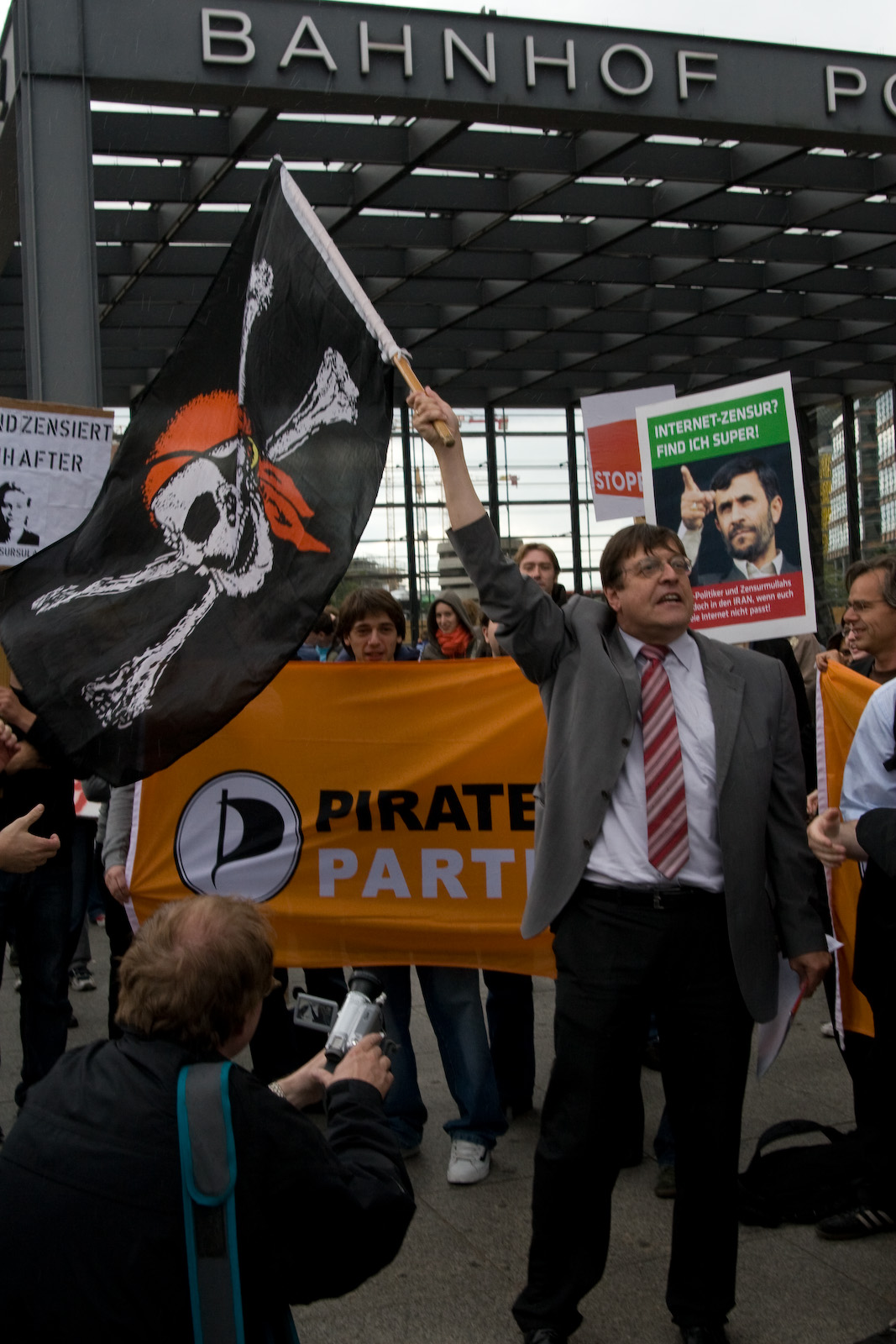
El Pirata Tauss.

El 20 de junio de 2009, Tauss anunció que se separaría del SPD para ingresar al Partido Pirata de Alemania para protestar contra el partido de la legislación que apoya los bloqueos de sitios Web de pornografía infantil. Según Tauss, esta ley pudiera establecer una infraestructura técnica para la censura ya que no está prevista una revisión judicial. El 1 de julio de 2009 Tauss apeló contra la ley debido a motivos formales en el Tribunal Constitucional Federal Alemán en Karlsruhe.